# Château de Schwarzenberg
Pour les articles homonymes, voir Schwarzenberg.
Le château de Scheinfeld ou château de Schwarzenberg (Schloß Schwarzenberg) est un château situé à Scheinfeld en Moyenne-Franconie (Bavière).

## Histoire

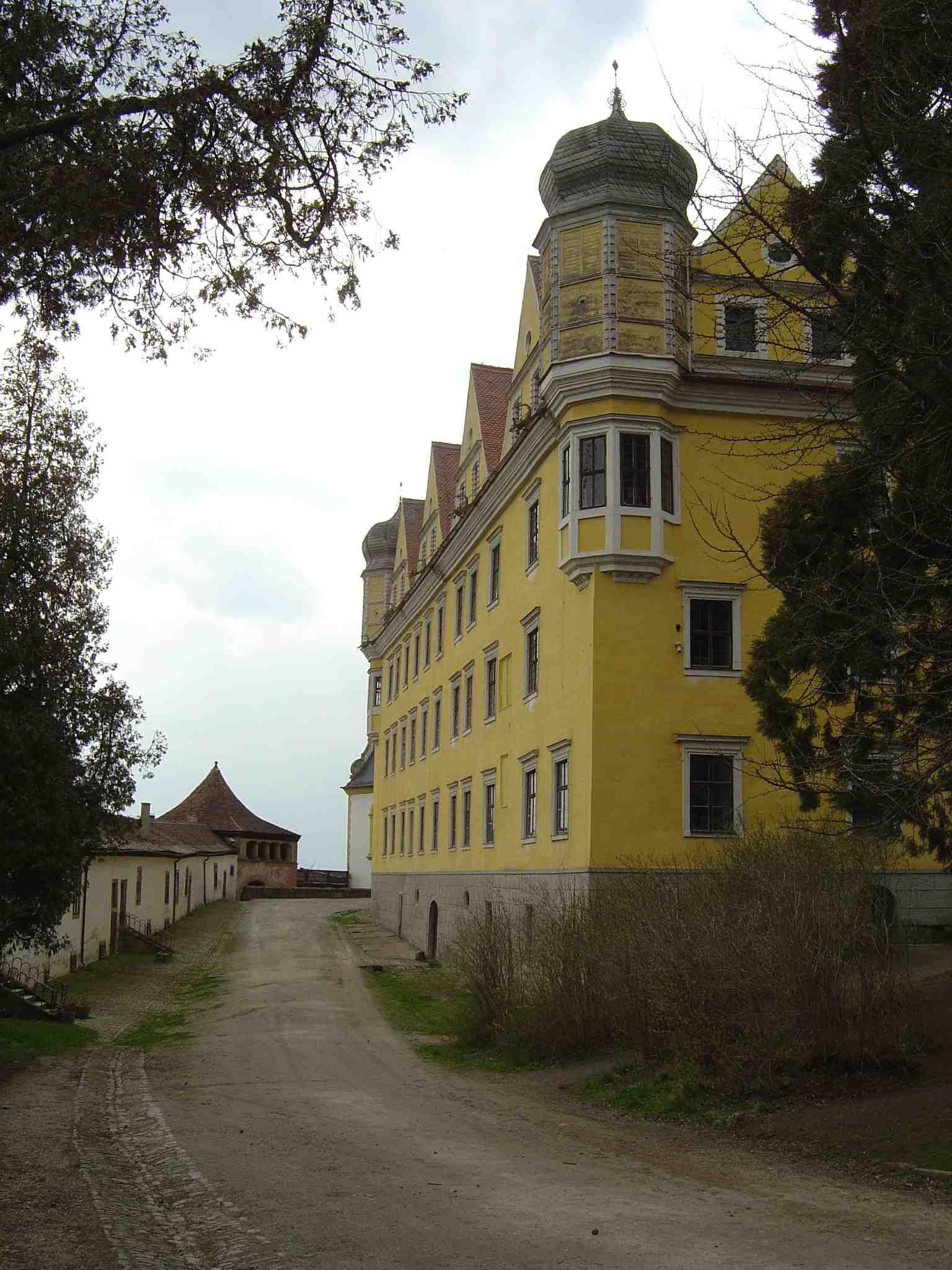
Vue de la partie ouest du château

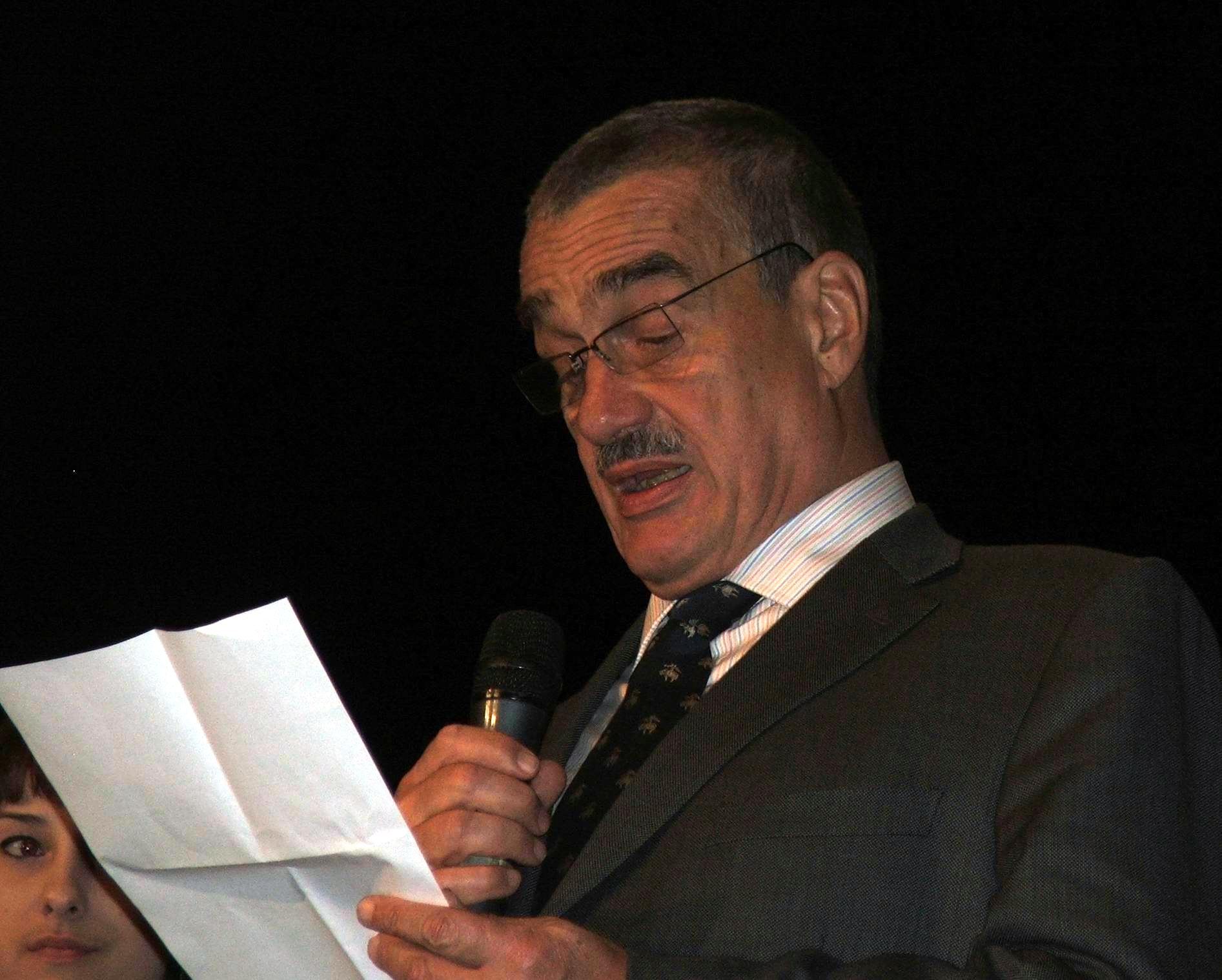
Le prince Karel VII de Schwarzenberg

Un château fort est d'abord construit par les comtes de Castell en 1150 qui sont les seigneurs de la région. Le château appartient ensuite à la famille Hohenlohe, puis passe à la famille Vestenberg. Il entre enfin en la possession du chevalier, puis baron, Erkinger von Seinsheim (mort en 1437) fondateur de la Maison de Schwarzenberg, du nom du château.
Le château fort brûle en 1607 et il est reconstruit en style Renaissance par le comte Wolfgang Jakob von Schwarzenberg zu Hohenlandsberg de 1608 à 1618. Le maître d'œuvre augsbourgeois Elias Holl en dessine les plans et les travaux sont dirigés par Jakob Wolff père et fils, venus de Nuremberg. L'aménagement intérieur est refait après la guerre de Trente Ans.
Après la mort du comte Georg Ludwig von Schwarzenberg zu Hohenlandsberg en 1646, les châteaux et ses domaines passent à la ligne Schwarzenberg qui deviendra princière en 1670. Le prince Jean-Adolphe de Schwarzenberg fait ériger la tour Noire de 1670 à 1674. C'est le point le plus élevé du château. Les princes, au service de la maison Habsbourg, élisent alors leur résidence principale au château de Krumau en Bohême (aujourd'hui Český Krumlov en république tchèque), ainsi que dans leur palais de Vienne. Le château reste toutefois comme fief principal immédiat de leurs terres de Franconie, jusqu'à ce qu'elles soient absorbées par le nouveau royaume de Bavière, allié de Napoléon, en 1807.
Le château est réquisitionné en 1940 par les autorités du Troisième Reich, puis les autorités de la zone d'occupation américaine en Allemagne installent un camp de personnes déplacées (Displaced Persons) à Scheinfeld en 1946, dont une partie demeure au château, jusqu'en 1949. Celui-ci est transformé dans sa plus grande part en lazaret, ou hôpital militaire. Ces réfugiés allemands venaient pour la plupart des anciens territoires allemands de l'Est, notamment de ceux de la province de Prusse-Orientale absorbés par la nouvelle république socialiste soviétique de Lituanie. Plus d'un millier de réfugiés ont transité au château.
Le prince Karl VII zu Schwarzenberg installe en 1986 au château un centre de recherches et de documentation et une bibliothèque de littérature de Bohême et de Tchécoslovaquie, ainsi qu'une petite maison d'édition de littérature d'opposition au régime communiste de la république populaire de Tchécoslovaquie.
Après l'effondrement du régime, le prince a acquis la double nationalité tchèque et est devenu ministre des Affaires étrangères de la République tchèque entre janvier 2007 et mai 2009 puis de nouveau de juillet 2010 à 2013. Il est actuellement le chef de la maison de Schwarzenberg et passe des séjours fréquents au château. Il a ouvert dans une aile du château une école privée (Realschule) et une école technique.